# بنية كيغن

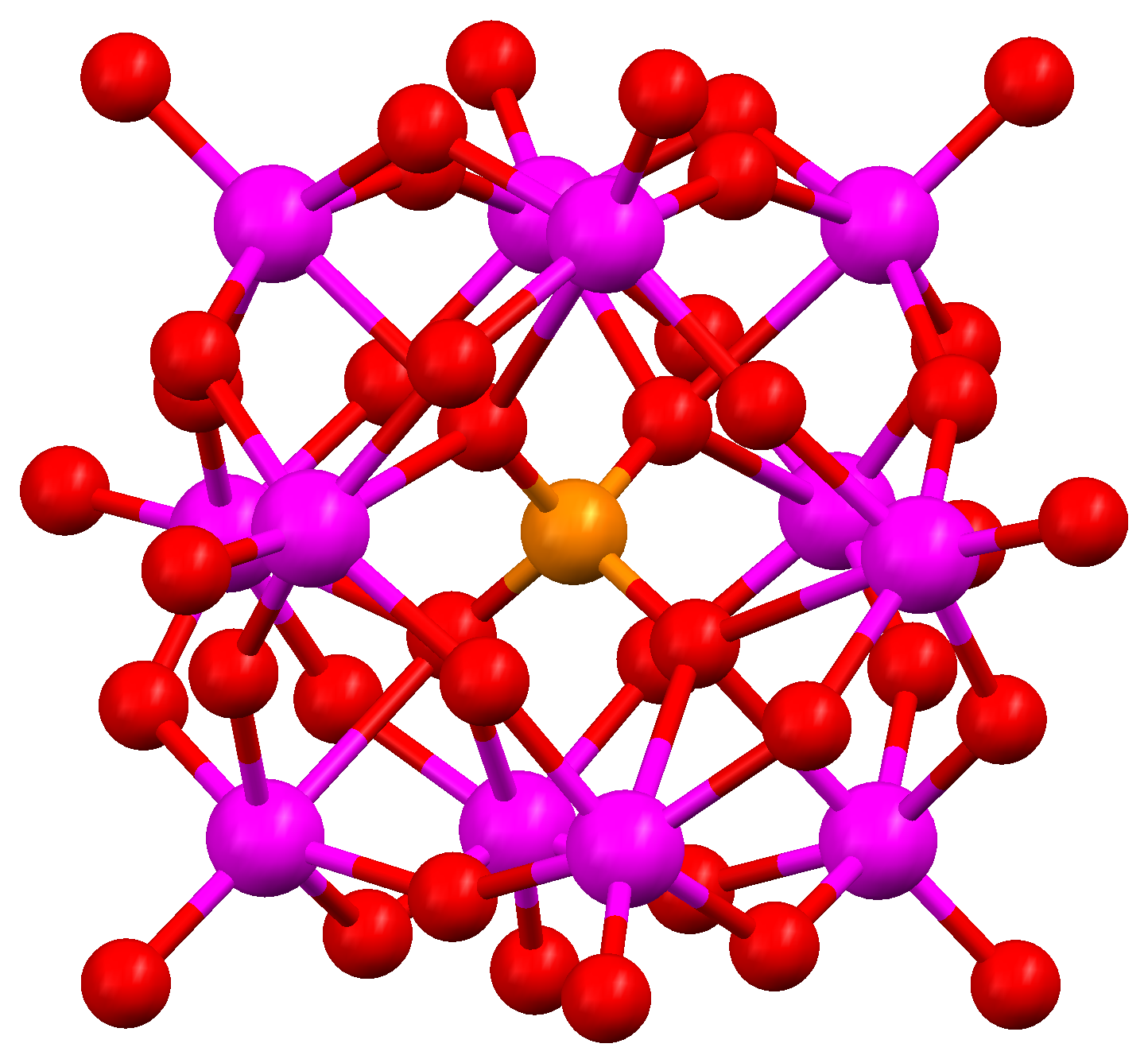
بنية كيغن

بنية كيغن في الكيمياء هي نمط من أنواع الأنيونات الفلزية متعددة الأكسجين، وهي أنيونات أكسجينية لبضعة فلزات انتقالية مترابطة ومتشابكة مع بعضها بجسور أكسجينية. ينسب هذا النمط من البنية الكيميائية إلى الكيميائي جيمس كيغن James Fargher Keggin الذي استخدم أسلوب دراسة البلورات بالأشعة السينية من أجل تحديد بنية تلك المركبات سنة 1934.
لبنية كيغن الصيغة العامة [XM12O40]−n، حيث تشير M إلى الفلز (غالباً من الموليبدنوم أو التنغستن، وX إلى ذرة غير متجانسة (غالباً من الفوسفور أو السيليكون أو البورون. لمعقّدات الكروم الثلاثي بنية جزيئية ثمانيّة السطوح؛ ولكن توجد تقارير تشير إلى وجود معقّدات تناسقية ذات بنية جزيئية رباعيّة السطوح، والتي لها بنية من نمط بنية كيغن مثل الأنيون 5–[α-CrW12O40].